# ریچل بروزناهان
ریچل بروزناهان (انگلیسی: Rachel Brosnahan؛ زادهٔ ۱۲ ژوئیهٔ ۱۹۹۰) بازیگر آمریکایی است. او بیشتر برای بازی در سریال خانم میزل شگفت‌انگیز (۲۰۱۷–۲۰۲۳) که از پرایم ویدئو پخش می‌شد، شهرت دارد. او برای این نقش موفق به دریافت یک جایزه امی ساعات پربیننده برای بهترین بازیگر نقش اول زن در مجموعه تلویزیونی درام در سال ۲۰۱۸ و دو جایزه گلدن گلوب بهترین بازیگر نقش اول زن – مجموعه تلویزیونی کمدی یا موزیکال در ۲۰۱۸ و ۲۰۱۹ شد. بروزناهان همچنین در سریال درام-سیاسی خانهٔ پوشالی (۲۰۱۵–۲۰۱۳) محصول نتفلیکس به ایفای نقش پرداخت که یک نامزدی جایزه امی برای او به همراه داشت. او در سال ۲۰۲۵ نقش لوئیس لین را در فیلم ابرقهرمانی سوپرمن بازی کرد.

## اوایل زندگی
ریچل بروزناهان در ۱۲ ژوئیه ۱۹۹۰ در میلواکی به دنیا آمد. پدر و مادرش، کارول و ارل بروزناهان، در حوزه نشر کتاب‌های کودک فعالیت می‌کردند. مادرش اصالتی بریتانیایی دارد و پدرش آمریکایی با تبار ایرلندی است. از چهار سالگی، او در هایلند پارک، ایلینوی بزرگ شد. او یک خواهر و یک برادر کوچک‌تر دارد.
او دوران ابتدایی را در مدرسه وِین توماس و دوره راهنمایی را در مدرسه نورت‌وود گذراند. او در دوران راهنمایی و دبیرستان در تئاتر موزیکال ایفای نقش می‌کرد. در دبیرستان هایلند پارک، به مدت دو سال عضو تیم کشتی بود و به عنوان مربی اسنوبرد نیز فعالیت داشت. در ۱۶ سالگی، در کلاس‌های بازیگری کارول دیبو، مدیر مرکز آموزش بازیگری ویلمت، شرکت کرد؛ کسی که اکنون مدیر برنامه‌های اوست. او در سال ۲۰۱۲ از مدرسه هنر تیش در دانشگاه نیویورک فارغ‌التحصیل شد.

## فیلم‌شناسی

### سینما
- متولدنشده (۲۰۰۹)
- موجودات زیبا (۲۰۱۳)
- جیمز وایت (۲۰۱۵)
- غرنده‌تر از بمب (۲۰۱۵)
- بهترین ساعات (۲۰۱۶)
- کشور سوخته (۲۰۱۶)
- روز میهن‌پرستان (۲۰۱۶)
- جاسوسان نامحسوس (۲۰۱۹)
- من زن تو هستم (۲۰۲۰)
- مردن برای یک دلار (۲۰۲۲)
- آماتور (۲۰۲۴)
- سوپرمن (۲۰۲۵)

### تلویزیون
- دختر سخن‌چین (۲۰۱۰)
- همسر خوب (۲۰۱۰)
- سی‌اس‌آی: میامی (۲۰۱۱)
- خانه پوشالی (۲۰۱۵–۲۰۱۳)
- آناتومی گری (۲۰۱۳)
- نارنجی مد جدید است (۲۰۱۳)
- خانم میزل شگفت‌انگیز (۲۰۱۷–اکنون)